# Каховська гідроелектростанція

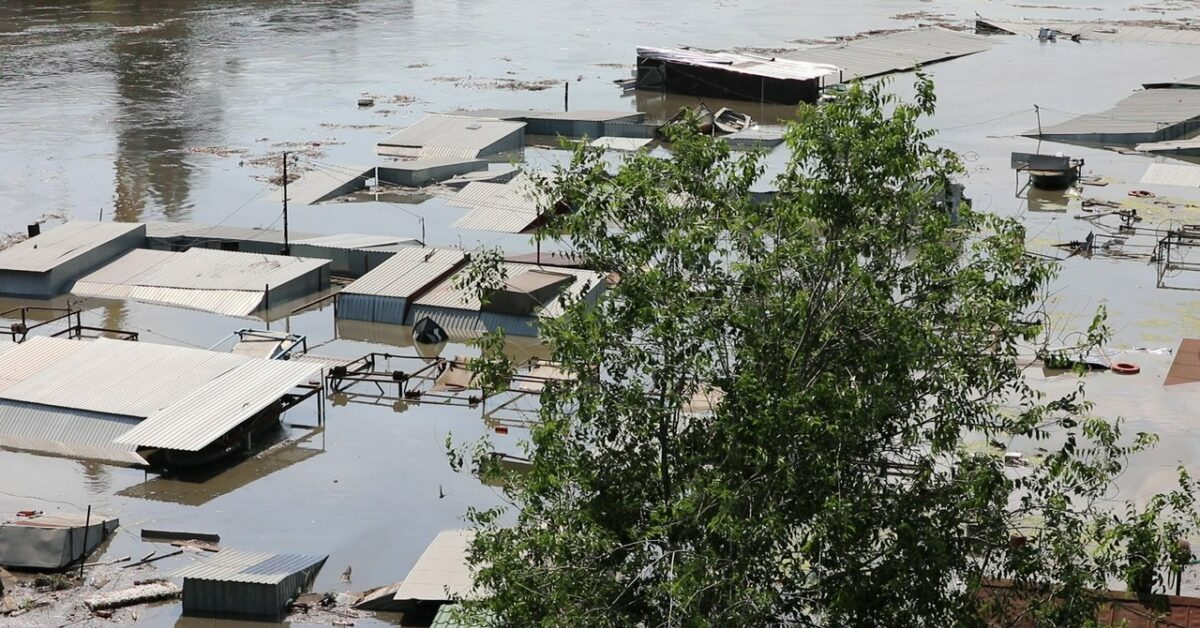
Підрив Каховської ГЕС російськими окупантами 6 червня 2023 року

Каховська ГЕС імені П. С. Непорожнього — остання (нижня) сходинка Дніпровського каскаду гідроелектростанцій. Розташована на півдні України за 0,5 км від міста Нова Каховка Херсонської області.
Російські загарбники в перший день повномасштабної російської збройної агресії 24 лютого 2022 року захопили Каховську ГЕС, замінували і підірвали 6 червня 2023.

## Історія
Будівництво Каховського гідровузла почалося у вересні 1950 року відповідно до Постанови Ради Міністрів СРСР від 20 вересня 1950 року «Про будівництво Каховської гідроелектростанції на Дніпрі, Південно-Українського каналу, Північнокримського каналу й зрошення земель південних районів України й північних районів Криму». Спорудження ГЕС доручили колективу ордена Леніна управління «Дніпробуд», що в 1927—1932 роках зводив Дніпровську ГЕС.
Каховську ГЕС почали будувати на місці важливого українського історичного краю — Великого Лугу. Раніше ця місцевість відігравала неабияку історичну роль, оскільки саме тут розташовувалась низка Запорізьких Січей. З початком будівництва луг повністю пішов під воду разом з великою козацькою спадщиною.

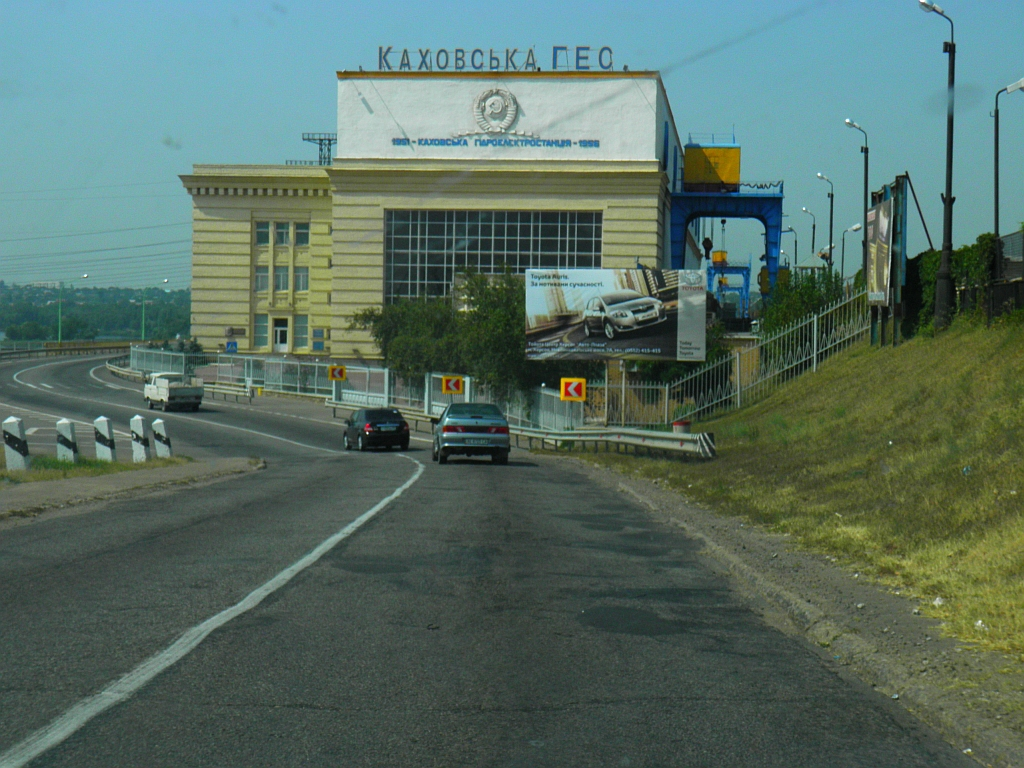
Шляхопровід через Каховську ГЕС

Об'єкт було віднесено до великих будов комунізму. Для будівництва й обслуговування електростанції створили місто Нова Каховка. На будівництві Каховського гідровузла працювало: 12 тисяч осіб, 1100 автомашин, 30 екскаваторів, 75 гусеничних і портальних кранів, 100 бульдозерів, 14 паровозів і 7 земснарядів.
30 березня 1952 року укладено перший кубічний метр бетону в споруду ГЕС. Монтаж першої турбіни, розпочатий у серпні 1954 року, завершили 18 жовтня 1955 року. Саме цей день і вважається днем народження станції. 13 жовтня 1956 року введено в експлуатацію останній шостий гідроагрегат. 19 жовтня 1959 року Каховську ГЕС прийнято в промислову експлуатацію зі встановленою потужністю 312 МВт.
Постановою Кабінету Міністрів України № 1026 «Про увічнення пам'яті П. С. Непорожнього» від 26.06.2000 року Каховській гідроелектростанції присвоєно ім'я видатного вченого та державного діяча Петра Непорожнього.

### Російсько-українська війна

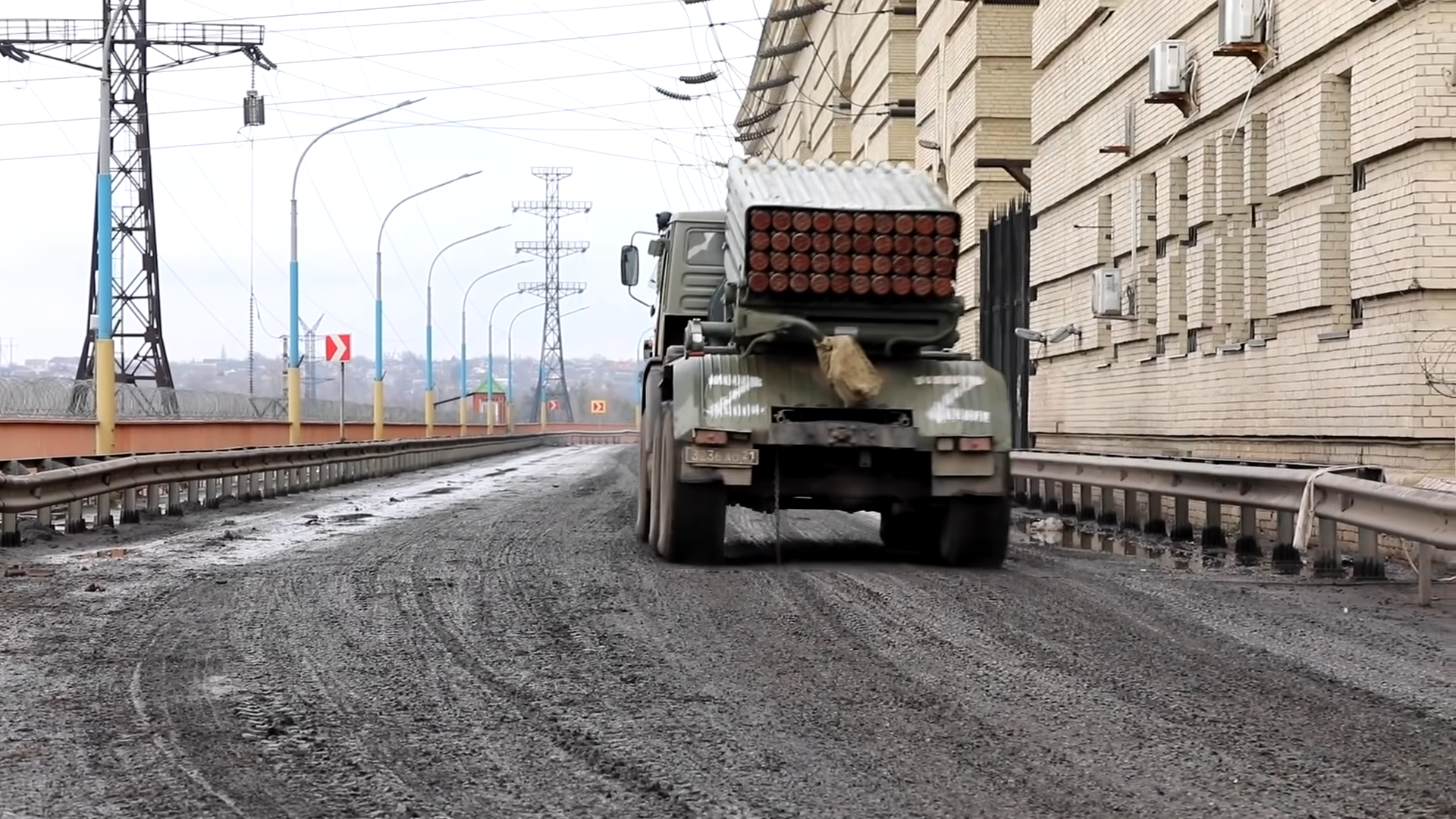
Марш російських окупаційних військ через греблю Каховської ГЕС на початку березня 2022 року

Російські окупанти з'явились на станції в перший день повномасштабної російської збройної агресії проти України, 24 лютого 2022 року. Російські окупанти захопили Північнокримський канал та Каховську ГЕС. За словами Володимира Зеленського Служба безпеки України та Державне бюро розслідувань вивчають, як російським загарбникам вдалось захопити ГЕС та канал.
У травні 2022 року з Каховської ГЕС скинуті великі обсяги води, не працювали лише два гідроагрегати. Окупанти не надавали можливості для проведення ремонтних робіт. Зокрема, через скидання води частково затопило Нову Каховку. У місті частково була підтоплена місцева набережна та парк.
29 липня 2022 року українські військові завдали високоточного ракетного удару по автомобільному мосту, що вів до ГЕС через шлюз. Міст частково пошкодили. Російські окупанти стверджують, що міст був обстріляний з «M142 HIMARS». Аби показати, що «міст вистояв» зняли й поширили відео, під час зйомок якого пропагандист Андрій Руденко показав знищену станцію РЕБ «Репеллент-1».
Попри те, що автомобільна частина моста лишилась майже неушкоджена, залізнична частина зазнала істотного руйнування — перекриття під коліями впало в шлюз, а погнуті колії зависли в повітрі. Так перебили другий і останній залізничний шлях, що сполучав правобережне угрупування російських окупантів.
10 серпня 2022 року українські військові завдали ракетного удару по автомобільному мосту, а також по розташуванню російських окупантів в районі ГЕС. Згодом один із російських військових оприлюднив відео з місця удару та розповів, що у казармі загинуло відразу 12 бійців та 10 були у важкому стані. Знищено військові вантажівки та іншу автотехніку, яку використовували окупанти. Також була знищена цінна російська станція супутникового зв'язку Р-439-МД2. На відео були помічені кутникові відбивачі типу «ОМУ». Імовірно, даний вузол зв'язку і був основною ціллю цього удару.
12 серпня 2022 року завдано чергового удару по мосту, він зазнав нових ушкоджень. Використання за прямим призначенням ще більш стало ускладнене.
20 жовтня 2022 року президент України Володимир Зеленський заявив, що «російські терористи замінували дамбу й агрегати Каховської гідроелектростанції. Якщо російські терористи підірвуть цю дамбу, то в зоні швидкого затоплення опиняться понад 80 населених пунктів, включно з Херсоном. Сотні тисяч людей можуть постраждати».
У другій половині жовтня 2022 року Сили Оборони України знищили російський «Панцирь-С1» на території Каховської ГЕС, який, імовірно, прикривав важливу переправу через Дніпро від ударів ракетами з реактивних систем M142/M270.
11 листопада 2022 року, під час відходу російських військ на лівий берег Дніпра, вони вчинили диверсію — потужним вибухом зруйнували дорожнє полотно з боку правого берега. За даними британської розвідки, вибухом зруйновано три прольоти автомобільного та залізничного мостів із північного боку, однак затвори для скидання води майже не постраждали, тому ризик підтоплення нижче за течією хоч й існує, але незначний.
Російські окупанти замінували ГЕС у перший день вторгнення в Україну і підірвали її о 02:50 6 червня 2023 року. 
Через підрив греблі ГЕС є загроза затоплення до 80 населених пунктів: це села Миколаївка, Ольгівка, Львове, Тягинка, Понятівка, Іванівка, Токарівка, Придніпровське, Садове, Веселе, Козацьке, Козачі Лагері, Білозерка, Комишани, Зимівник, Антонівка, Одрадокам'янка, міста Нова Каховка, Гола Пристань та Олешки, частково місто Херсон — мікрорайон «Корабел».
Внаслідок підриву машинна зала ГЕС повністю зруйнована та відновленню не підлягає.
Про плани окупантів підірвати Каховську ГЕС українська влада попереджала задовго до катастрофи. Західні ЗМІ спершу ставили під сумнів, що мав місце саме вибух, проте згодом почали з'являтися підтвердження цього завдяки сейсмічним сигналам, що були зафіксовані норвезькими фахівцями, знімками американських розвідувальних супутників. Тож відповідальність за руйнування греблі і затоплення Херсонщини несе саме Росія. Адже саме російські окупанти захопили та контролювали греблю і Каховську ГЕС із початку повномасштабного вторгнення. Журналісти-розслідувачі проєкту «Схеми» (Радіо Свобода) та агенції «Слідство. Інфо» ідентифікували армійців РФ та їхніх командирів, а також отримали ексклюзивні перехоплення розмов, що відбувалися між російськими окупантами у ніч руйнування.
28 червня 2023 року, відповідно до повідомлень Головного управління розвідки та Офісу Президента України, стало відомо, що терористичний акт здійснили окупанти 205-ї окремої мотострілецької «казачої» бригади Сухопутних військ РФ.

## Особливості
У своїй роботі Каховська ГЕС забезпечувала річне регулювання стоку Дніпра для живлення електроенергією, зрошення та водозабезпечення посушливих районів півдня України і навігацію від Херсона до Запоріжжя.
Характерними особливостями Каховського гідровузла було безпосереднє розташування земляної греблі висотою 30 м на мулах, а також закритий розподільчий пристрій.
Спорудження Каховського гідровузла підняло рівень води в р. Дніпро до 16 метрів і утворило Каховське водосховище об'ємом 18,19 км³. На Каховській ГЕС встановили 6 вертикальних гідроагрегатів із поворотно-лопатевими турбінами і синхронними генераторами зонтичного виконання. Потужність Каховської ГЕС складала 334,8 МВт.
Каховська ГЕС є відокремленим підрозділом ПрАТ «Укргідроенерго» — найбільшої гідрогенеруючої компанії України. 100 % акцій компанії належить державі.
Через гідровузол проходять стратегічні автомобільний і залізничний мостові переходи.

## Характеристики

### Технічні характеристики
Каховське водосховище — одне із шести великих водосховищ у каскаді на річці Дніпро. Розташоване у Запорізькій, Дніпропетровській та Херсонській областях. Водосховище має сезонне регулювання стоку. Довжина його 240 км, площа дзеркала — 2155 км², повний об'єм складає 18,19 км³, а корисний — 6,8 км³.
З водоймища починаються Каховський канал, Північнокримський канал і Канал Дніпро — Кривий Ріг.
До складу Каховського гідровузла входять:
- земляна руслова гребля,
- водозливна гребля (має 28 водозливних отворів),
- будівля ГЕС із монтажним майданчиком, розбита на 4 секції (перша секція — монтажний майданчик, три секції розміщують по два гідроагрегати) ,
- земляна гребля між шлюзом і ГЕС,
- судноплавний шлюз,
- земляна заплавна гребля,
- земляна надзаплавна гребля.

Довжина споруд гідровузла становить 3850,0 м.
Середньорічний проєктний виробіток електроенергії Каховською ГЕС — 1420 млн кВт·год.

### Основні характеристики
На Каховській ГЕС встановлено шість вертикальних гідроагрегатів загальною встановленою потужністю 334,8 МВт.
Турбіни — поворотно-лопатевого типу, виробництва ПАТ «Турбоатом» (м. Харків, Україна).
Генератори — синхронного типу, напругою 13,8 кВ, виробництва НПО «Електроважмаш» (м. Харків, Україна).
Електрична мережа скомпонована по три блоки «генератор−трансформатор» на дві системи шин закритого розподільчого пристрою — 154 кВ.
Облікова кількість штатних працівників філії «Каховська ГЕС імені П. С. Непорожнього» на початок 2021 року становить 251 особу, в тому числі:
- керівники 53 особи;
- професіонали 32 особи;
- фахівці 10 осіб;
- службовці 1 особа;
- кваліфіковані робітники 142 особи;
- найпростіші професії 13 осіб.

За результатами щорічного рейтингу популярності та якості міста Нова Каховка «Дніпровська перлина» філія «Каховська ГЕС імені П. С. Непорожнього» ПрАТ «Укргідроенерго» була багаторазовим переможцем в номінаціях «Кращий роботодавець року», «Кращий платник податків», «Промисловість», «Інвестиція року».

## Директори
- Єфременко Василь Степанович — 17.12.1954 — 07.12.1972.
- Касіков Юрій Іванович — 27.04.1973 — 05.06.1980.
- Сергєєв Володимир Михайлович — 05.09.1980 — 22.01.1997.
- Бородаєнко Сергій Вікторович — 16.04.1997 — 2012.
- Кобеля Ярослав Антонович — 2013—2015.
- Пащенко Олег Григорович — з 2015 року.

## Реконструкція

### 1-й етап
З 1996 по 2002 роки на Каховській ГЕС під патронатом компанії «Дніпрогідроенерго» почався перший етап реконструкції і реабілітації обладнання ГЕС. За цей час були замінені 16 повітряних вимикачів на елегазові в ЗРП-154 кВ фірми GEC ALSTHOM, встановлено додатково 6 трансформаторів напруги фірми HAEFALY TRENCH.
На всіх гідроагрегатах замінені електромашинні системи збудження на тиристорні фірми АВВ і встановлені агрегатні контролери фірми Alstom, регулятори швидкості фірми GEC ALSTOM.  
Основними цілями реконструкції є продовження терміну експлуатації Каховської ГЕС, збільшення її потужності, виробітку, надійності, виконання вимог охорони довкілля, поліпшення якості виробленої електроенергії шляхом вдосконалення системи управління, створення сучасних умов праці відповідно до чинних нормативних документів.
У 2000 році на гідроагрегаті № 2 були проведені роботи по заміні робочого колеса та встановлена турбіна типа ПЛ-20-В-800 виробництва ВАТ «Турбоатом».
У 2002 році було завершено капітальний ремонт шлюзу на Каховській ГЕС.
З 2002 по 2004 роки розпочався проміжний етап реконструкції.
За цей час замінено гідротурбінне обладнання на гідроагрегатах № 3, 4. Замінені робочі колеса на гідроагрегатах № 3, 4 на ПЛ-20-В-800 виробництва АТ «Турбоатом».
Введена в експлуатацію система станційного управління «ЦЕНТРАЛОГ» виробництва фірми «Alstom».
Для виконання робіт з проєктування, постачання, монтажу, налагодження та пуску вищевказаного обладнання були залучені підрядні організації: ПАТ «Укргідропроєкт», ВАТ «Південь-Спецгідроенергомонтаж», ЕДП «ГЕМ-Південь-Схід», АК «ЕНПАСЕЛЕКТРО», ПНС «ГЕМ», АТЗТ «Гидромонтаж», ВАТ «Укргідромех».
Проведена заміна силового блочного трансформатора ТЦГ-70000/150 в комірки Т-4 на новий ТЦ-70000/150-УЗ виробництва Запорізького трансформаторного заводу.
Для комерційного обліку електроенергії встановлені допоміжні трансформатори струму ТОГ-150-II-І-025S-600/5 виробництва Запорізького трансформаторного заводу та TAG-170 фірми SIEMENS в комірках  ЗРП-154кВ.
У 2006 році розпочалася друга черга реконструкції, під час якої продовжилися роботи по заміні застарілого обладнання, що залишилося.
У 2008 році замінений щит постійного струму з підзарядними пристроями і акумуляторними батареями, змонтовано устаткування від корпорації «ЕЛКОР» м. Харків. Монтаж щита постійного струму, акумуляторних батарей і прокладка кабелів виконаний Консорціумом «НВО „Укргідроенергобуд“» і введений в експлуатацію 22 серпня 2008 року.
У 2009 році виконано повну реконструкцію гідроагрегата № 5 із заміною робочого колеса на нове типу ПЛ-20-В-800 виробництва ВАТ «Турбоатом», напрямного апарату, регулятору швидкості, системи збудження, управління та захисту, повітроохолоджувачів статора генератора, сміттєзатримувальних ґрат.
У цей же період виконано реконструкцію гідроагрегата № 6, регулятору швидкості, системи збудження, системи управління та захисту, повітроохолоджувачів статора генератора, сміттєзатримувальних грат.
В ході реконструкції електротехнічної частини Каховської ГЕС змонтована і введена в експлуатацію у жовтні 2009 року друга секція КРУ-6кВ серії ВМ-1-6-10У3 (Т3) виробництва ТОВ «АВМ Ампер» і у березні 2010 року перша секція КРУ-6кВ.
У 2009—2013 роках в ЗРП-154кВ встановлені нові роз'єднувачі типу S3CVT 170кВ 1250А фірми AREVA (Італія). Монтажні роботи виконував ТОВ «ПНП „Електропівденмонтаж“».
У 2012 році замінено силовий трансформатор на новий типу ТЦ-70000/150-УЗ виробництва Запорізького трансформаторного заводу та трансформатор власних потреб на новий типу ТСЗЛУ-400/ 15-УЗ фірми «Еліз» в комірці Т-5.
У 2013 році завершені роботи щодо реконструкції останнього гідроагрегата № 6.
Виготовлення, реконструкція і модернізація турбінного обладнання були виконані заводом ВАТ «Турбоатом». Генеральним підрядником виконання робіт з реконструкції гідротурбіни і капітальному ремонту гідрогенератора був ПАТ «Дніпро-СГЕМ». Демонтажно-монтажні роботи механізмів турбіни і капітальний ремонт генератора виконувалися субпідрядною організацією ТОВ «Юг-СГЕМ».
Замінені силові трансформатори Т-3, Т-6 ТЦГ-70000/150 на нові типу ТЦ-70000/150-УЗ виробництва Запорізького трансформаторного заводу та трансформатори власних потреб на нові типу ТСЗЛУ-400/ 15-УЗ фірми «Еліз».
У 2013 році проведено реконструкцію та заміну наступного обладнання:
- реконструкція роз'єднувачів 154 кВ (14 штук) фірми AREVA та електромагнітних блокувань;
- компанією «Nari Груп Корпорейшн» (Китай) та організацією «Тріос» виконано монтаж автоматизованої системи контролю та обліку електроенергії;
- В період з 2013 по 2014 роки проведена адаптація системи керування та захисту «OVATION» на всіх гідроагрегатах № 1—6, системи управління та захисту SCADA контролера станційного рівня та контролера ЗРП-154кВ. У 2014 році виконана заміна трансформатора власних потреб Т-7 типу ТЦ-10000/150-УЗ з модернізацією системи охолодження.

### 2-й етап

#### 2015
Після проведення реконструкцій ПАТ «ЛьвівОРГРЕС» виконав перемаркування гідроагрегатів № 1 ÷ 6. І з 01.01.2016 року встановлена потужність Каховської ГЕС становить — 334,8 МВт.

#### 2016
- завершилась реконструкція ГА № 2 з наступним обсягом робіт: заміна камери робочого колеса, вала турбіни та напрямного апарату; модернізація робочого колеса, нижнього та верхнього кілець статора та маслоприймача; ремонт лопатей РК; заміна шпильок кріплення ротора до втулки підп'ятника; виготовлення штанг робочого колесу, лікування бетонних поверхонь спіральної камери.
- виконані монтажні роботи по заміні захистів ліній 154 кВ (Л-65, Л-67).

#### 2017
- встановлена система раннього виявлення надзвичайних ситуацій та оповіщення у разі їх виникнення.
- проведена реконструкція пожежної сигналізації будівлі ГЕС.
- на повітряних лініях 154 кВ (Л-64, Л-65, Л-66, Л-67) виконана заміна маслонаповнених горизонтальних прохідних вводів на сучасні з твердою ізоляцією.

#### 2019
- завершено реконструкцію ГА № 1 з наступним обсягом робіт: заміна камери робочого колесу, валу турбіни; модернізація робочого колесу та маслоприймача, реконструкція регулятору швидкості, лікування бетонних поверхонь камери робочого колеса.

#### 2020
Завершена, розпочата у 2019 році, повна заміна 8 щитів власних потреб з трансформаторами. Таким чином все електрощитове і кабельне обладнання, яке відповідає за надійне та безперебійне забезпечення споживачів і систем, які беруть безпосередню участь у технологічних процесах станції повністю замінено на сучасне.
Виконана реконструкція захисту ліній  Л-68 та Л-69 154 кВ та горизонтальних прохідних вводів 154 кВ із заміною основних і резервних захистів ліній, провідниково-кабельної продукції, вторинних кіл комутації і високочастотного тракту 154 кВ.
Відбулась закупівля і поставка двох блочних силових трансформаторів 70 000 кВА, для гідроагрегатів № 1 та 2. Виконання будівельно-монтажних робіт з їх заміни заплановано на 2021 рік.
Проведена повна реконструкція насосної станції другого підйому, внутрішніх та зовнішніх мереж господарсько-питного водопроводу, в межах якої прокладено новий внутрішній і зовнішній питний водопроводи, встановлено сучасне насосне обладнання і його система живлення, замінено прилади обліку і баки-накопичувачі для підтримки тиску в системі та створення резерву питної води.
За ці роки виконано значний обсяг робіт з реконструкції гідромеханічного обладнання, а саме замінено:
- основні затвори водозливної греблі у кількості — 28 шт.
- затвори аварійно-ремонтні ВЗГ — 2 шт.
- затвори аварійно-ремонтні ЩС — 9 шт.
- сміттєзатримувальні решітки — 18 шт.
- ремонтні затвори відсмоктувальних труб НБ — 2 комплекти;
- водоочисні машини та механізми водозабору — 2 шт.
- ліквідовано затвори донного водоскиду НБ — 18 шт.
- встановлено новий мостовий кран нижнього б'єфу.

Щодо гідротехнічних споруд та будівель були проведені такі основні ремонти та реконструкція:
- 2006 рік — проведена засипка розмиву рисберми водозливної греблі.
- 2009 рік — проведена реконструкція донних водоскидів.
- 2010 рік — завершена реконструкція укосу лівобережних гребель. Проведено бетонування ніш стіни НБ ЗРП.
- 2012 рік — завершена реконструкція водовідвідних дрен руслової греблі.
- 2013 рік — завершена реконструкція контурних ущільнень деформаційних швів в потерні водозливної греблі.
- 2013 рік — завершена реконструкція оглядових шпонок будівлі ГЕС Ш-1 ÷ Ш-4.
- 2016 рік — завершено встановлення нового програмного забезпечення для моніторингу гідроспоруд «Титан 4».
- 2017 рік — компанією ТОВ «Дайвер» виконано роботи з водолазного обстеження підводних конструктивів гідровузла Каховської ГЕС.
- 2019—2020 рік — проведено роботи з модернізації АСК ГТС

У 2002—2020 роки на Каховській ГЕС побудований новий санітарно-побутовий корпус та теплий склад ангарного типу, відновлено майстерню гідротехнічного цеху,

## Екологія
В «Укргідроенерго» була розроблена та впроваджувалась Стратегія корпоративної соціальної відповідальності. Поліпшення екологічного стану в басейні Дніпра, зокрема, є пріоритетним питанням.
Чисте довкілля — запорука здорового життя!
Каховська ГЕС працювала і вдосконалювалася в еконапрямку. Гідротурбіни, що експлуатувалися на станції були сучасними та екологічнобезпечнимиі. На підприємстві підтримувалася програма роздільного сортування відходів, в тому числі й небезпечних (лампи, акумулятори тощо). Укладалися договори для їх утилізації та знищення. Проводився моніторинг води у верхньому та нижньому б'єфах станції.
У серпні 2019 року на Каховській ГЕС — вперше в Україні — проводився експеримент з аерації води. Апробація методу відбулась шляхом подачі стисненого повітря перед турбіною до гідроагрегата № 6. Хімічні аналізи після аерації проводила Херсонська лабораторія моніторингу вод та ґрунтів Держводагентства зі складанням відповідних протоколів.
Випробування показали, що аерація технічно можлива і вона дає результат: після експерименту у воді спостерігалося збільшення концентрації розчиненого кисню.
Таким чином, отримано позитивний досвід можливості аерації води, яка проходить крізь гідроагрегати ГЕС та досягнуто збільшення вмісту розчиненого кисню у воді нижче ГЕС. Аераційна установка продемонструвала значну ефективність процесу аерації в умовах високого вихідного насичення води киснем. Отримані результати, а також аналіз досвіду застосування аераційних установок у світі дозволяють розглядати аерацію як ефективний засіб у критичних для гідроекосистем умовах і рекомендувати подальше вивчення впровадження аераційних установок на агрегатах ГЕС України.
На початку 2024 року, українські вчені підрахували екологічні збитки після катастрофи на Каховській ГЕС.

## Перспективи до російського вторгнення
Будівництво Каховської ГЕС-2
Для оптимізації роботи Каховського гідровузла необхідно збільшити його встановлену потужність шляхом вводу додаткових гідроагрегатів. При цьому приріст середньобагаторічного вироблення електроенергії відбудеться шляхом використання холостих скидів. Установка додаткових агрегатів дозволить підвищити використання стоку всіма турбінами Каховської ГЕС до 95 % і тим самим збільшити вироблення електроенергії.
Оптимальне підвищення потужності Каховського гідровузла шляхом будівництва ГЕС-2 може бути досягнуте шляхом синхронізації експлуатації ДніпроГЕС-1, ДніпроГЕС-2 і Каховської ГЕС-1 + ГЕС-2. У цьому випадку витрата води, що пропускається Дніпровським гідровузлом для вироблення електроенергії в період пікового навантаження, повністю використовуватиметься Каховською ГЕС-1 + ГЕС-2. Збільшення потужності Каховського гідровузла дозволить ефективніше регулювати витрати річки Дніпро, а також перевести Каховський гідровузол з базового режиму виробництва електроенергії в напівпіковий та піковий, що покращить стабільність енергосистеми України.
Проєктом «Будівництво Каховської ГЕС-2» передбачено спорудження ГЕС загальною встановленою потужністю 250 МВт. Основні споруди Каховської ГЕС-2 будуть розташовані в правобережному примиканні існуючої земляної греблі Каховського гідровузла на незатоплюваних відмітках і мілководді, що значно полегшує проведення робіт зі зведення споруд.
Запроєктовано 4 гідроагрегати (4×62,5 МВт): тип турбіни — поворотно-лопатевий ПЛ20-В-800.
Генератор — синхронний вертикальний трифазний напругою 13,8 кВ.
Проєкт «Будівництво Каховської ГЕС-2» розпорядженням КМУ від 16.12.2020 № 1581-р включений до переліку пріоритетних для держави інвестиційних проєктів на період до 2023 року.

## Відбудова
Питання стосовно відновлення електростанції та греблі постало не зразу після її знищення. Відсутність водосховища ускладнює ведення сільського господарства, на Півдні України, та забезпечення водою населення Херсонської, сусідніх областей та АР Криму. Відсутність зволоження може призвести до ерозії ґрунтів, та змінити галузь сільського господарства на, традиційне в цьому регіоні до XIX століття, тваринництво. Проте відновлення ГЕС може призвести до нової екологічної катастрофи та повторного затоплення сакрального для України Великого Лугу.
«Каховська ГЕС не була Дніпром. Це було стояче болото, яке влітку гнило, а взимку промерзало. Таким чином знищувалась екологія Дніпра. Тому потрібно повністю переглядати цю історію і залучати міжнародних експертів з цієї проблематики» — гідроархеолог Максим Остапенко.
1 вересня 2023 року, міністр внутрішніх справ України Ігор Клименко проінформував, що Україна впоралася з основним етапом ліквідації катастрофи на Каховській ГЕС.

## Цікаві факти
Після підриву Каховської ГЕС у Чорне море вперше за 20 років повернулися мармурові краби та морські коники. Науковці пов'язують повернення морських мешканців саме із підривом Каховської ГЕС, відсутністю активного судноплавства та туризму.

## Світлини

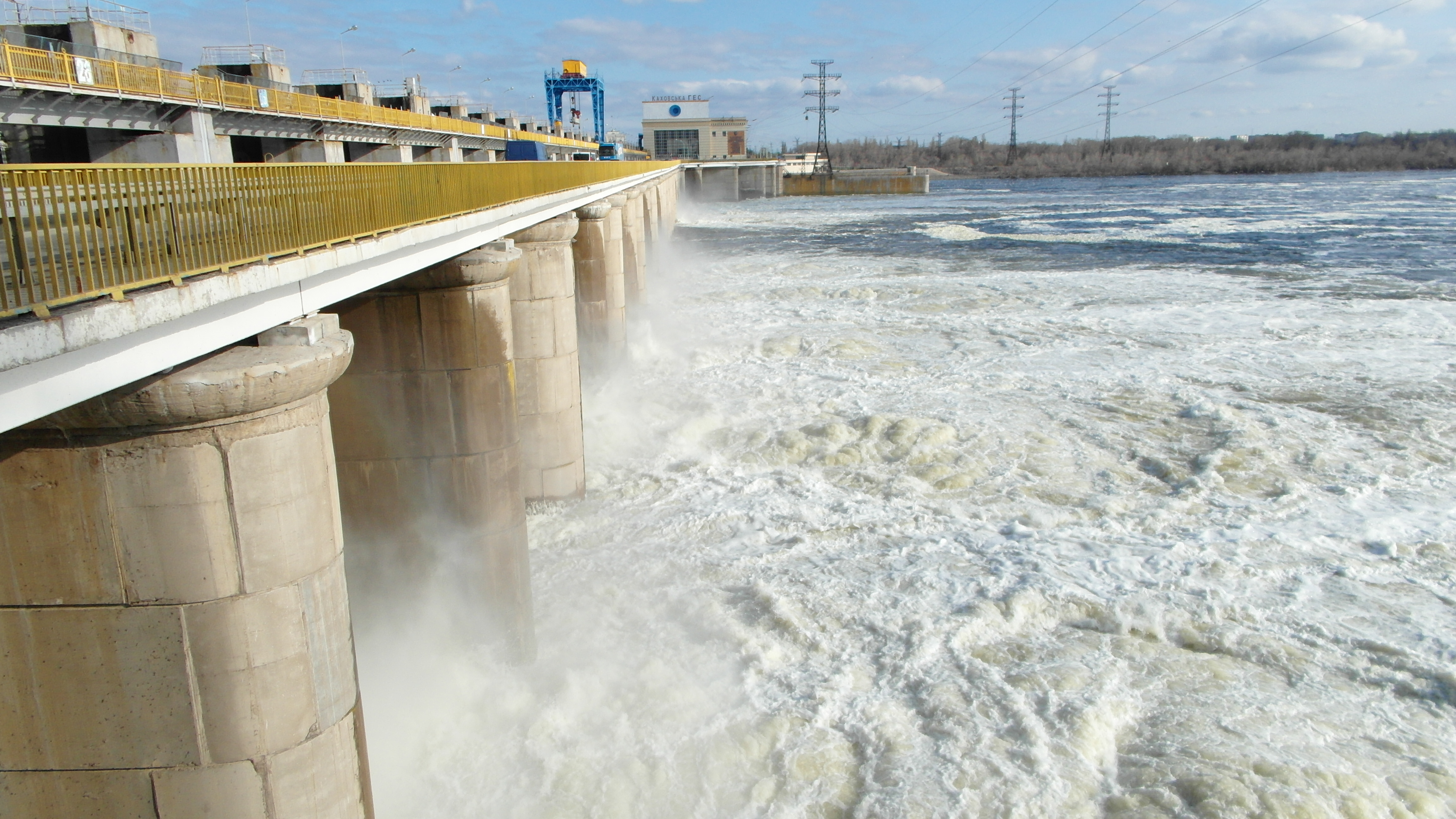
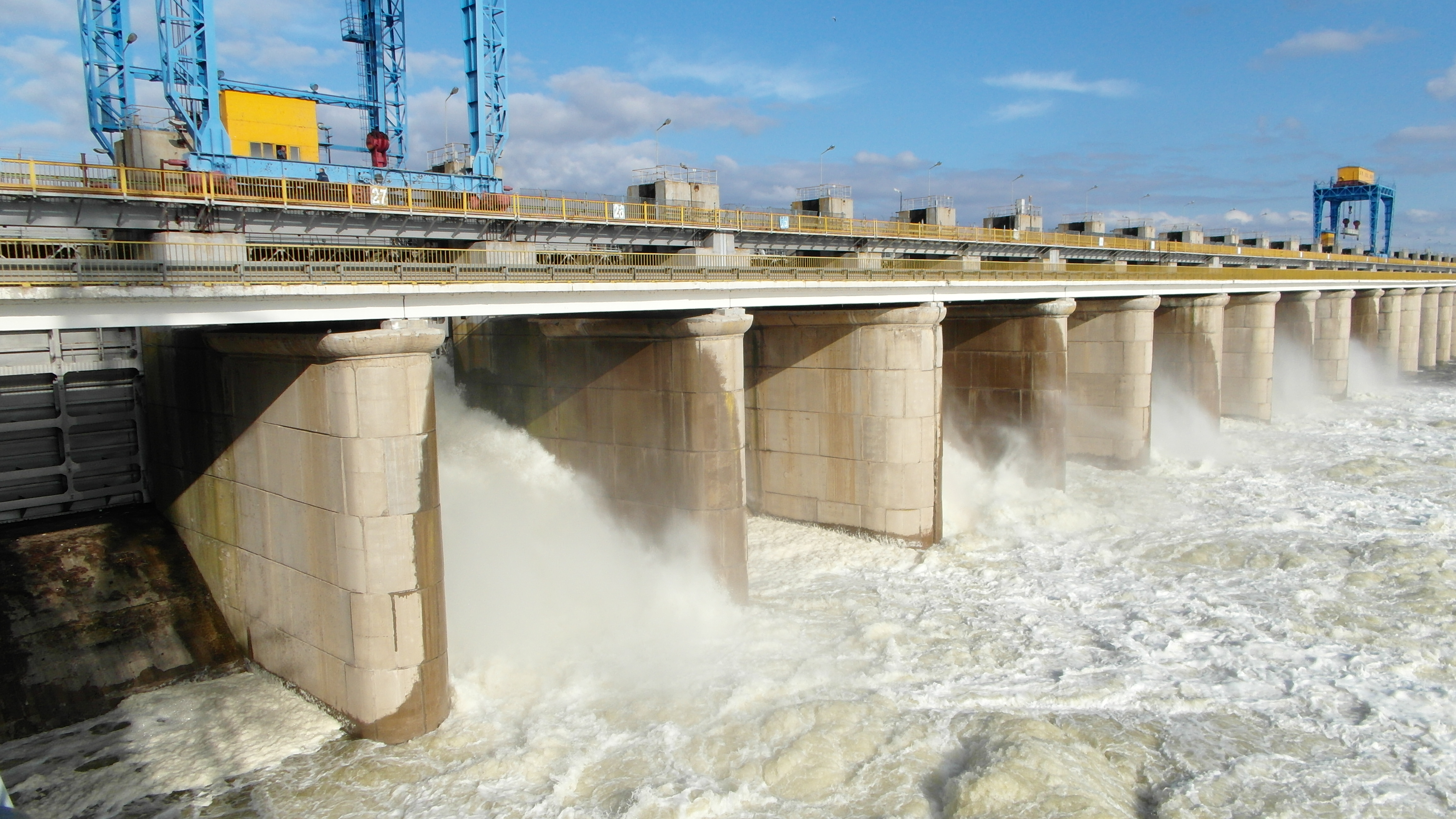
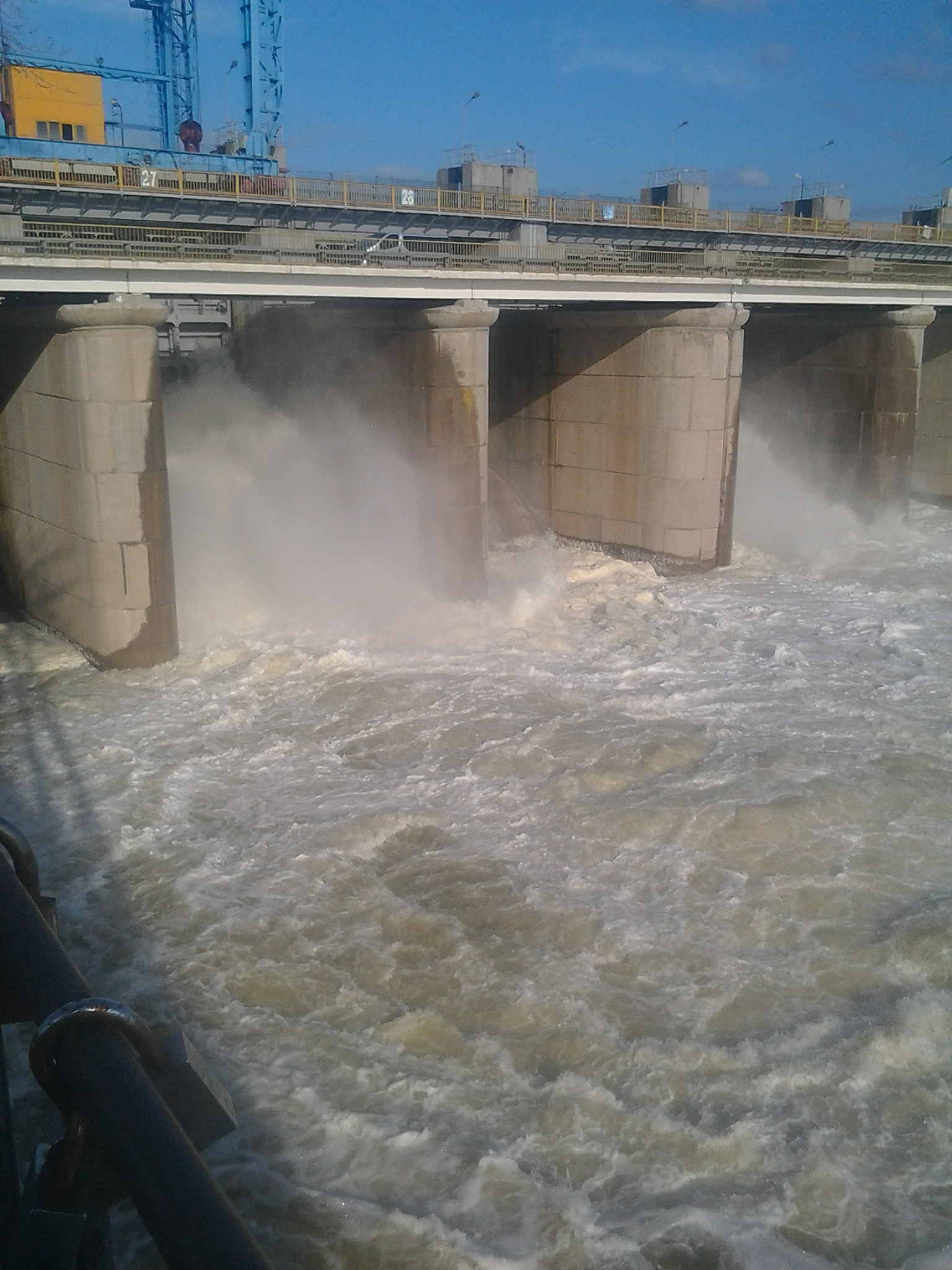
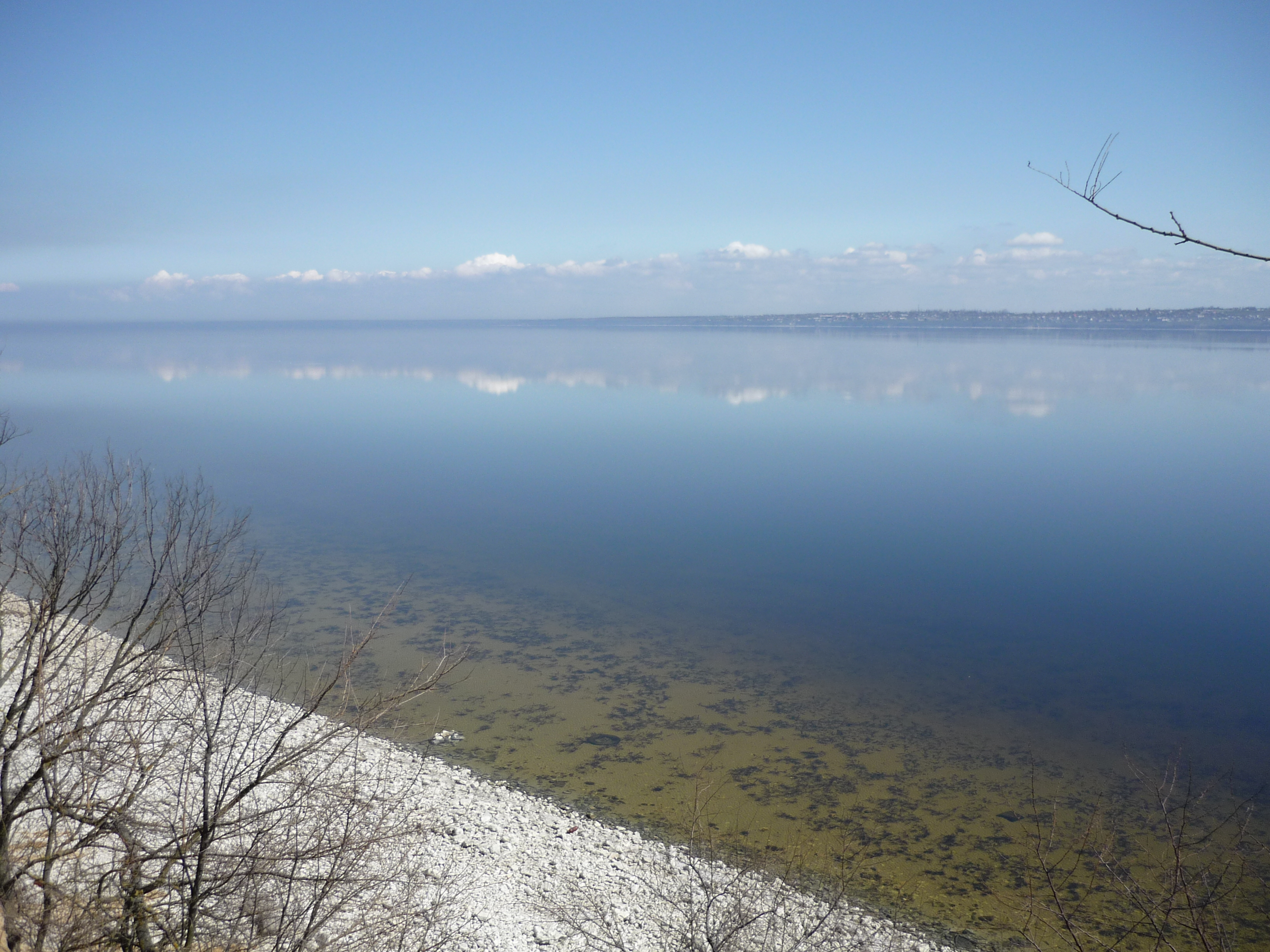
Каховське море
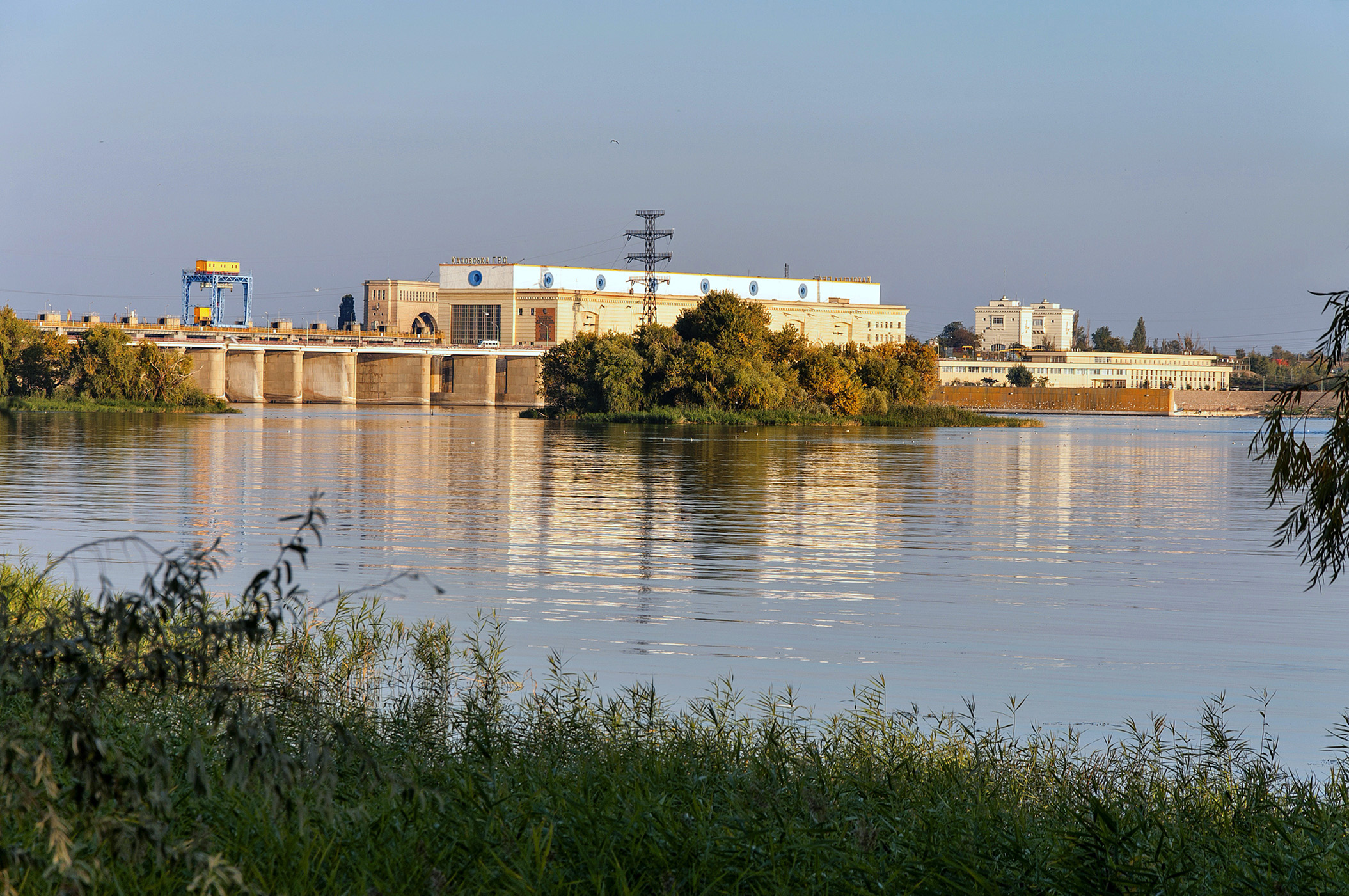